# Радіогірка (пагорб)
44°37′50″ пн. ш. 33°31′40″ сх. д. / 44.63056° пн. ш. 33.52778° сх. д.
Радіогірка (крим. Radioğirka) — пагорб на заході північної сторони Севастополя. Обмежується з півдня Севастопольською бухтою, з заходу Чорним морем (західний берег), з півночі балкою у районі парку Учкуївка, зі сходу Михайлівською балкою.
Пагорб отримав назву через те, що у 1901 році під час експериментів з радіопередачі Олександра Попова тут знаходився один з радіоприймачів. Радіоприймач був встановлений вище Костянтинівської батареї.
На пагорбі розташовані багатоповерховий житловий мікрорайон Радіогірка, приватна та дачна забудова, військові частини. На заході є парк ім. 35-річчя Перемоги та пляж «Товстяк» (від назви мису Товстий).
Є пам'ятки історії та архітектури:
- Михайлівська батарея
- Костянтинівська батарея
- Північний форт

## Галерея

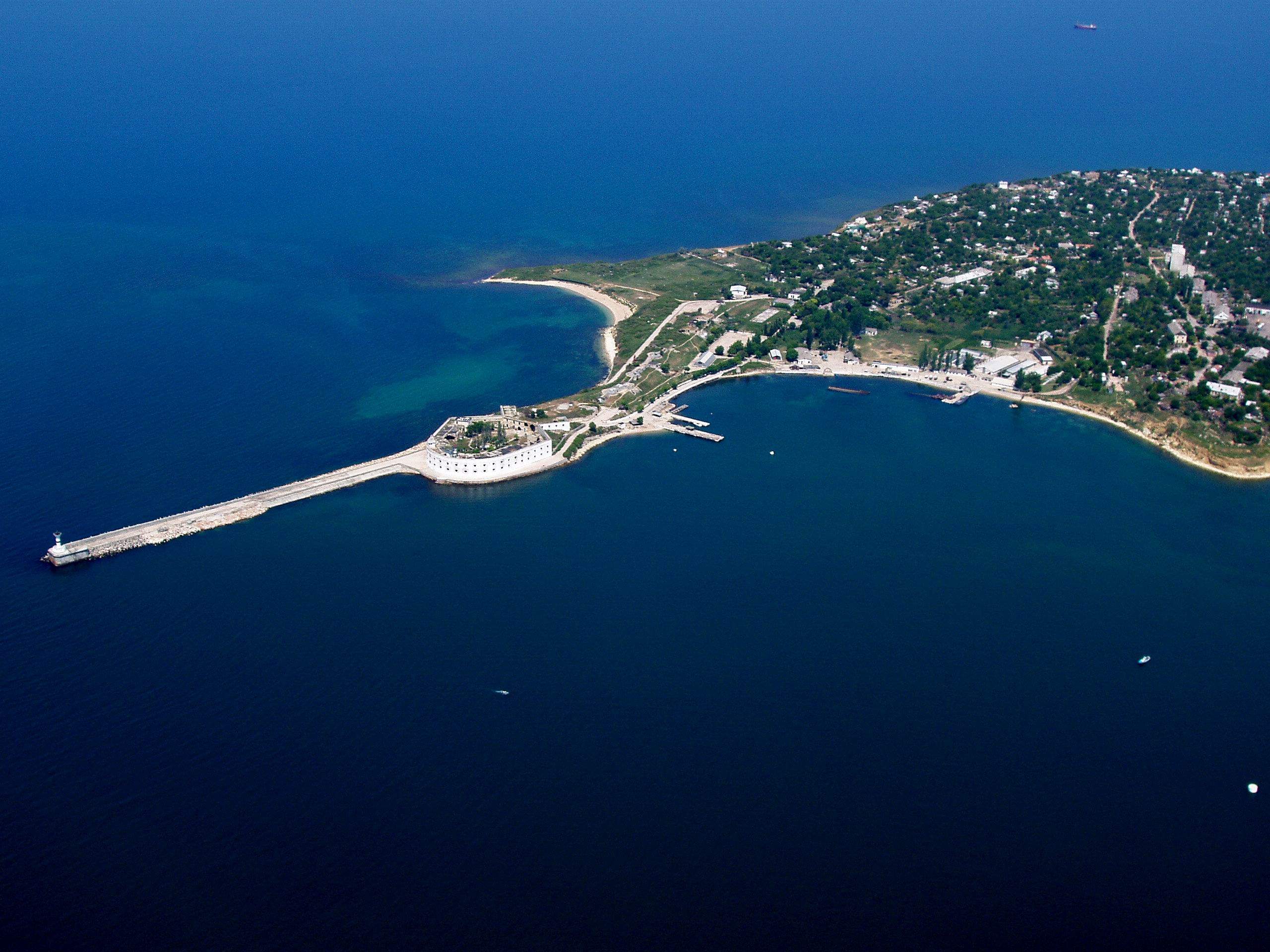
Костянтинівський равелін та західна частина Радіогірки
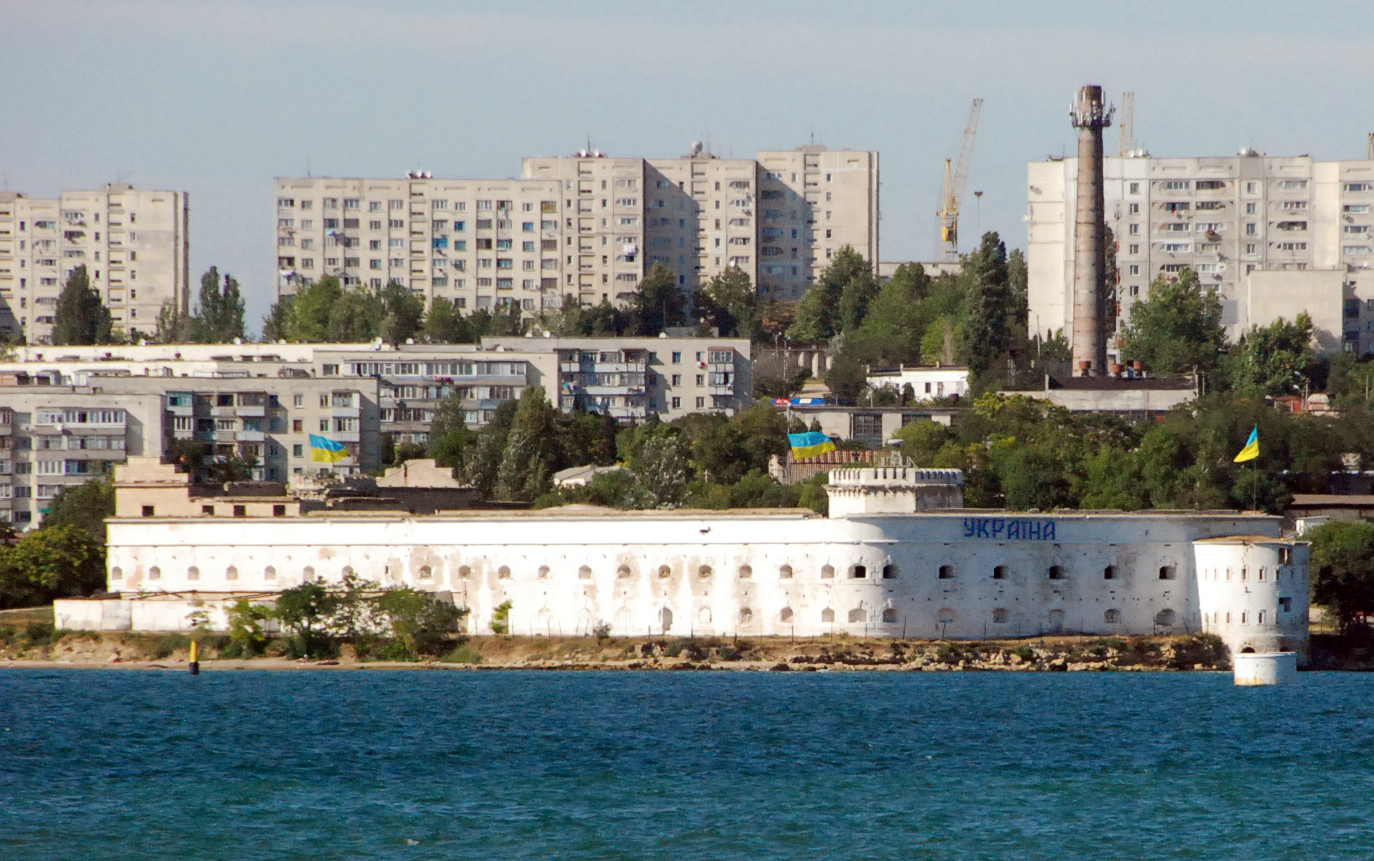
Михайлівський равелін та мікрорайон Радіогірка
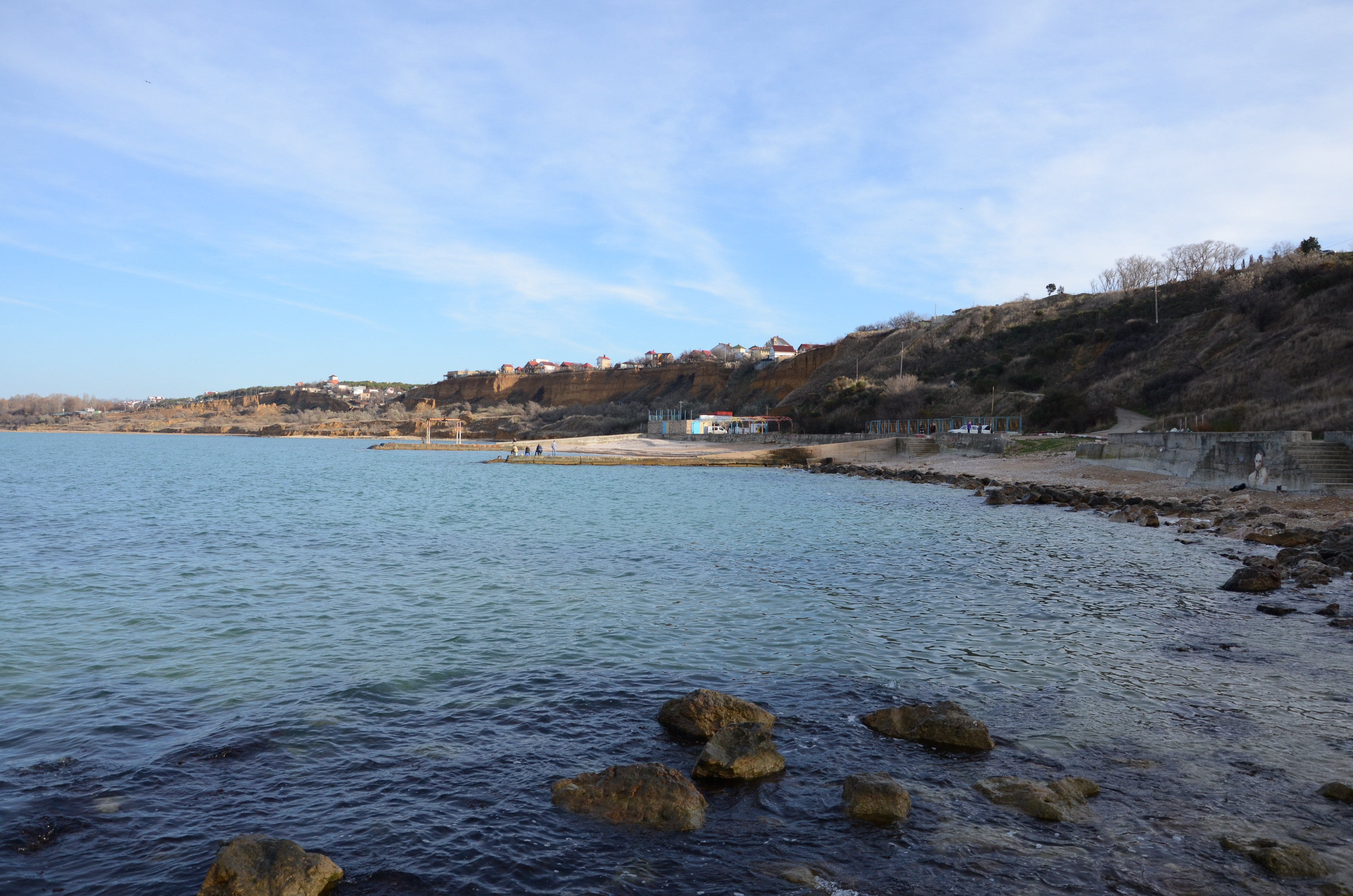
Західний берег та пляж «Товстяк»